# Coordinadora de Forces Polítiques de Catalunya
Comissió Coordinadora de Forces Polítiques de Catalunya (CCFPC) fou una agrupació política creada en la clandestinitat que fa pública la seva declaració programàtica el desembre de 1969. Les negociacions per constituir la Comissió Coordinadora s'inicien l'any 1967 a partir de la proposta feta per Front Nacional de Catalunya en el seu document La unitat a través de l'acció que formula un plantejament estratègic de la necessitat d'incloure al comunistes en les instàncies unitàries catalanes. El 3 de juliol de 1968 aprova la seva Declaració política que donarà a conèixer el desembre de 1969. Aquesta instància unitària agrupa a Esquerra Republicana de Catalunya - ERC, Front Nacional de Catalunya - FNC, Moviment Socialista de Catalunya - MSC, que el 1974 es transforma en Convergència Socialista de Catalunya - CSC, Unió Democràtica de Catalunya - UDC i el Partit Socialista Unificat de Catalunya - PSUC. L'any 1974 s'incorporen el Partit Carlí de Catalunya - PCC i Partit Popular de Catalunya - PPC. Les seves reivindicacions fonamentals es resumeixen en els seus 7 punts programàtics:
1. Llibertats democràtiques
2. Amnistia general
3. Llibertat Sindical
4. Dret de vaga
5. Adopció de mesures immediates per tal de millorar la situació de les masses treballadores i per resoldre els problemes més urgents que el país té plantejats en els aspectes socials i econòmics
6. Restabliment de l'Estatut autonòmic de Catalunya de l'any 1932
7. Convocatòria d'unes Corts Constituents elegides per sufragi universal

El 1975 la Comissió Coordinadora de Forces Polítiques de Catalunya - CCFPC és dissolt i els seus partits s'integren al Consell de Forces Polítiques de Catalunya - CFPC. Entre les seves iniciatives polítiques hi ha la constitució de l'Assemblea de Catalunya el 7 de novembre de 1971, el Primer Festival Popular de Poesia Catalana celebrat el 25 d'abril de 1970, la Setmana de Reivindicació Nacional celebrada de l'11 al 18 de setembre de 1970, entre altres propostes.